# Métodos de separación de fases

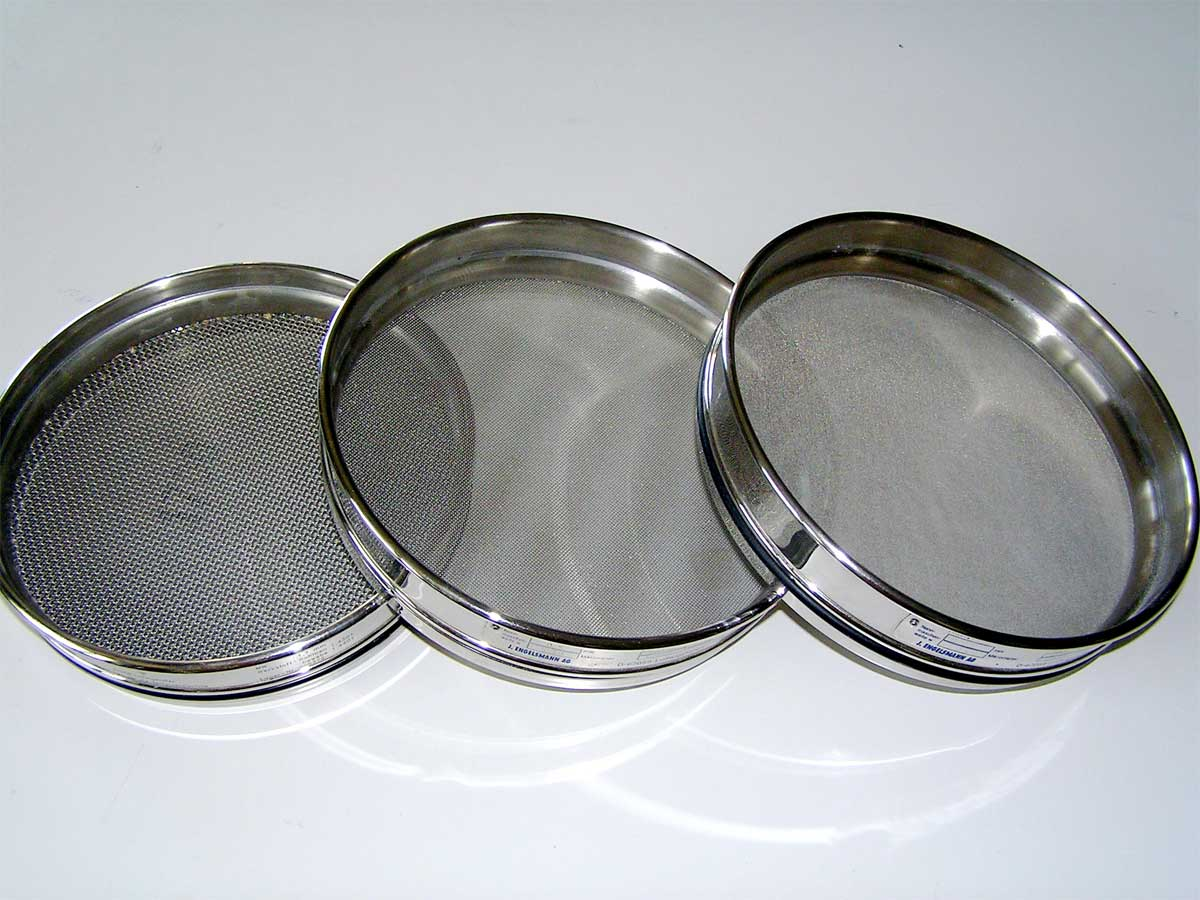
Cribas de laboratorio para separación por tamización

Los métodos de separación de mezclas son aquellos procesos físicos por los cuales se pueden separar las mezclas. Por lo general, el método a utilizar se define de acuerdo a los tipos de componentes de la mezcla y a las propiedades esenciales, así como las preferencias más importantes entre las fases.
La separación es la operación en la que una mezcla se somete a algún tratamiento que la divide en al menos dos sustancias diferentes. En el proceso de separación y al final de la separación, las sustancias conservan su identidad, sin cambio alguno en su composición y propiedades químicas.
Entre las propiedades físicas de las fases que se aprovechan para su separación,encuentra el punto de ebullición, la solubilidad, la densidad, magnetismo, sublimación y otras más. 
Los métodos de separación de mezclas se clasifican en:
- Separación de mezclas de sólidos.
- Separación de mezclas de un sólido y un líquido.
- Separación de mezclas de líquidos o sustancias químicas.

## Separación de mezclas de sólidos
Dentro de esta clasificación se encuentra:

### Tamización

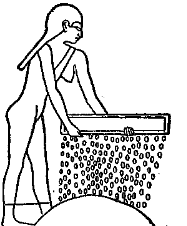
El tamizaje se utilizaba antiguamente en la agricultura para separar las piedras de los granos

Llamada tamización o también separación manual, se utiliza cuando la mezcla está formada por partículas de diferentes tamaños. El instrumento utilizado se denomina tamiz; este método es muy utilizado en el análisis de suelos y en las industrias de harinas.
Este método se utiliza para separar dos o más sólidos cuyas partículas posean diferentes grados de subdivisión. Para ejecutar el tamizaje, se hace pasar la mezcla por un tamiz, por cuyas aberturas caerán las partículas más pequeñas, quedando el material más grueso dentro del tamiz. Un ejemplo en el cual se utiliza el tamizaje es para separar una mezcla de piedras y arena.
El cribado o tamizado es un método ancestral y elemental usado en la mezclas de sólidos heterogéneos. Los orificios del tamiz suelen ser de diferentes tamaños y se utilizan de acuerdo al grueso de las partículas de una solución homogénea. Para aplicar el método de la tamización es necesario que los materiales se presenten al estado sólido. Se utilizan tamices de metal o plástico, que retienen las partículas de mayor tamaño y dejan pasar las de menor diámetro.

### Levigación
Consiste en pulverizar la mezcla sólida y tratarla luego con un disolvente apropiado; la separación se realiza basándose en su diferencia de densidad. Este método es muy empleado en la minería, especialmente en la separación del oro.
El material se agrega en el mortero o molino junto con agua, la sustancia en polvo se mantiene suspendida y fluye desde el molino como un líquido turbio o una pasta fina, de acuerdo con la cantidad de agua que se le agregue desde el inicio del proceso

### Imantación
Es un método que consiste en cambiar una mezcla en la que una de sus sustancias tiene propiedades magnéticas, algunos metales contienen hierro y que, al contraerse con un imán, adquiere la propiedad de atraer otros metales, como la extracción de las limaduras de hierro en una mezcla con arena. No todos los sólidos que tengan propiedades magnéticas pueden ser separados por imantación, por ejemplo, trozos de hierro en una fuente de agua.

## Separación de mezclas de un sólido y un líquido
Para separar estas mezclas pueden utilizarse los siguientes métodos:

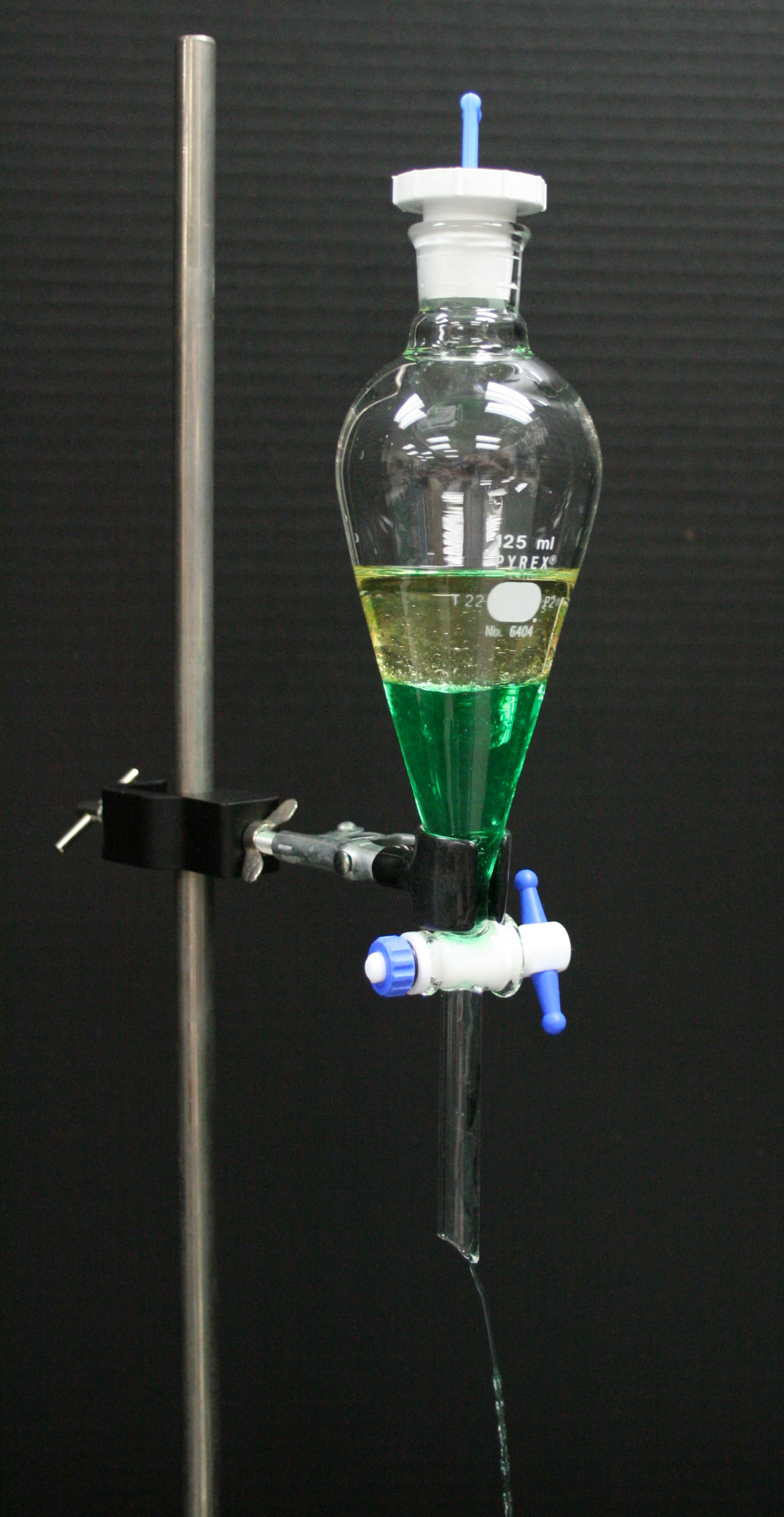
La mezcla de agua y aceite se puede separar por medio de decantación

### Decantación
La decantación se utiliza para separar dos o más líquidos que no se disuelven entre sí (como agua y aceite) o un sólido insoluble en un líquido (como agua y arena). El aparato utilizado se llama ampolla o embudo de decantación. La decantación es el método de separación más sencillo, y comúnmente es el preámbulo a utilizar otros más complejos con la finalidad de lograr la mayor pureza posible.
Para separar dos fases por medio de decantación, se debe dejar la mezcla en reposo hasta que la sustancia más densa se sedimente en el fondo. Luego dejamos caer el líquido por la canilla, cayendo en otro recipiente, dejando arriba solamente uno de los dos fluidos.
Dentro de la decantación podemos encontrar:
- Flotación (proceso), se utiliza para separar un sólido con menos densidad que el líquido en el que está suspendido.[6] Por ejemplo, en una mezcla de agua y trozos de corcho.

### Filtración
Es el método que se usa para separar un sólido insoluble de un líquido. El estado de subdivisión del sólido es tal que lo obliga a quedar retenido en un medio poroso o filtro por el cual se hace pasar la mezcla. En una filtración que se llama residuo a lo que queda en el papel filtro y filtrado lo que pasa a través del papel.
Este método es ampliamente usado en varias actividades humanas, teniendo como ejemplos de filtros los percoladores para hacer café, telas de algodón o sintéticas, coladores o cribas caseros y los filtros porosos industriales, de cerámica, vidrio, arena o carbón.

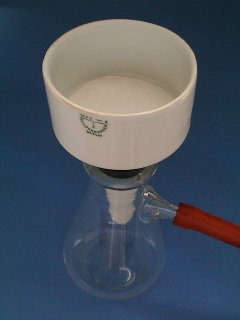
El embudo Büchner colocado en el matraz Kitasato y conectado a la bomba de vacío. El embudo generalmente está hecho de porcelana

### Filtración por vacío
Usa las mismas bases que la filtración a excepción que este método usa una bomba de vacío, embudo Büchner y matraz Kitasato. La bomba extrae el aire dentro del matraz para generar vacío haciendo que la filtración sea más rápida ya que, la fuerza impulsora es la presión atmosférica. Su uso es común cuando la mezcla no se filtra con facilidad o se quiere reducir el tiempo de filtración.

### Centrifugado
Consiste en someter una mezcla a la acción de la fuerza centrífuga haciendo girar el recipiente con la mezcla a gran velocidad, con esto el sólido se deposita en el fondo del recipiente, mientras que el componente líquido queda como un sobrenadante que puede separarse por decantación. 
El equipo para realizar la centrifugación se denomina centrífuga y es muy empleada en química analítica, en la industria y en el laboratorio clínico.

### Lixiviación selectiva o extracción
Este método de separación consiste en extraer, por medio de disolventes orgánicos, aceites esenciales de plantas aromáticas o medicinales. La lixiviación es común en la confección de perfumes, productos de limpieza y medicamentos.
De igual manera, se utiliza en la extracción de minerales en las minas como el cobre.

## Separación de mezclas de dos líquidos o sustancias químicas
Para realizar la separación de mezclas de líquidos se pueden utilizar los siguientes procedimientos:

### Decantación
La decantación se utiliza para separar los líquidos que no se disuelven entre sí (como agua y aceite) o un sólido insoluble en un líquido (como agua y arena). El aparato utilizado se llama ampolla o embudo de decantación. La decantación es el método de separación más sencillo, y comúnmente es el preámbulo a utilizar otros más complejos con la finalidad de lograr la mayor pureza posible.
Para separar dos fases por medio de decantación, se debe dejar la mezcla en reposo hasta que la sustancia más densa se sedimente en el fondo. Luego dejamos caer el líquido por la canilla, cayendo en otro recipiente, dejando arriba solamente uno de los dos fluidos..
Dentro de la decantación podemos encontrar:
- Flotación (proceso), se utiliza para separar un sólido con menos densidad que el líquido en el que está suspendido.[6] Por ejemplo, en una mezcla de agua y trozos de corcho.

### Destilación

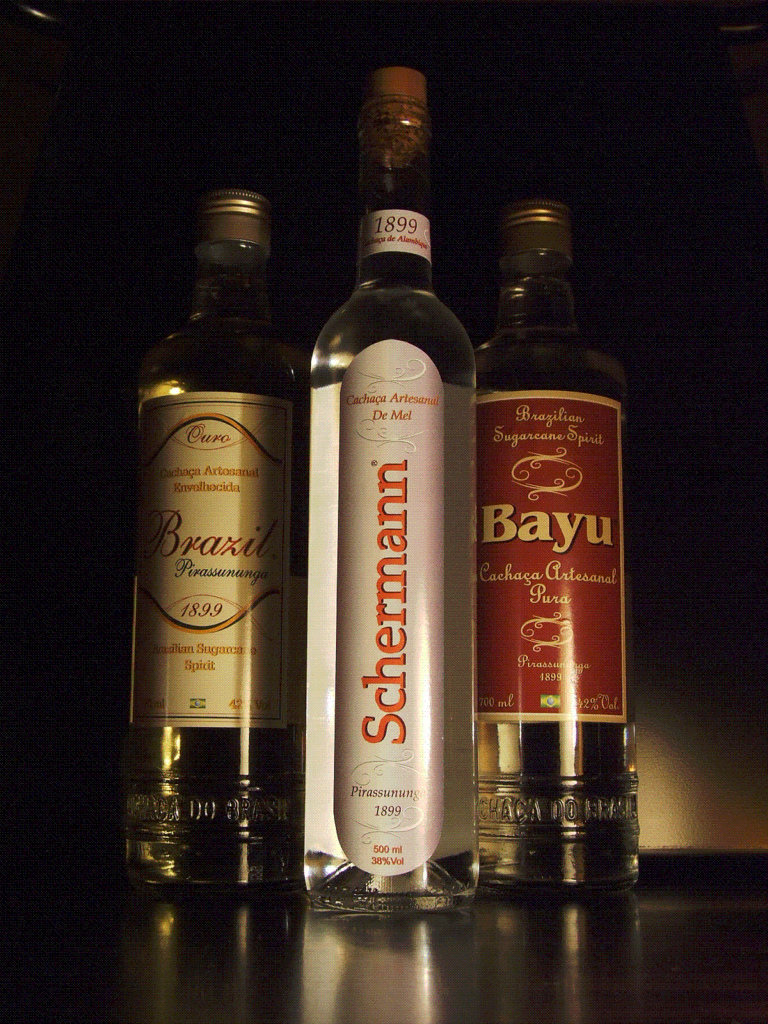
La destilación es ampliamente utilizada en la industria licorera

La destilación se usa para separar dos líquidos miscibles entre sí, que tienen distinto punto de ebullición, como una mezcla de agua y alcohol etílico; o bien, un sólido no volátil disuelto en un líquido, como la mezcla de permanganato de potasio disuelto en agua.
El proceso de destilación se inicia al aplicar altas temperaturas a la mezcla. El líquido más volátil se evaporará primero, quedando el otro puro. Luego, la fase evaporada se recupera mediante condensación al disminuir la temperatura.
Según el tipo de mezcla que se desee separar, se contemplan dos tipos de destilación: la destilación simple en la cual se separan dos líquidos ; y la destilación fraccionada en la que se separa un sólido y un líquido. En la segunda es en la que se obtiene una mejor separación de los componentes, si bien esta va a depender de qué tan alta sea la diferencia entre los puntos de ebullición de las diferentes fases.
Los métodos de destilación son ampliamente utilizados en la industria licorera, la petrolera y la de tratamiento de aguas, así como en los laboratorios. También se ha utilizado a lo largo del tiempo para fabricar medicamentos efervescentes como la vitamina C.

### Cromatografía
La cromatografía comprende un conjunto de diversos métodos de separación de mezclas muy útiles en la industria como en la investigación. Se utiliza para separar e identificar mezclas complejas que no se pueden separar por otros medios. Existen varios métodos cromatográficos: de papel, de capa delgada o capa fina, de columna y de gas. Todos, sin embargo, utilizan como principio la propiedad de capilaridad por la cual una sustancia se desplaza a través de un medio determinado. El medio se conoce como fase estacionaria y la sustancia como fase móvil. Por ejemplo, si un refresco cae sobre una servilleta de papel, aquel busca ocupar toda la superficie de ésta. En este caso, la servilleta es la fase estacionaria y el refresco, la fase móvil.
Para que la fase móvil se desplace por la fase estacionaria debe existir cierta atracción entre ellas. La intensidad de esta atracción varía de una sustancia a otra, por lo que el desplazamiento se realiza a diferentes velocidades. La cromatografía aprovecha estas diferencias (de solubilidad) para separar una mezcla: el componente más soluble se desplaza más rápido por la fase estacionaria, y los otros quedan rezagados. Dependiendo del material utilizado como fase estacionaria, esta puede adoptar una coloración permitiendo diferenciar con mayor facilidad las sustancias.
Dentro de la cromatografía podemos encontrar la cromatografía en columna, cromatografía de papel, Cromatografía en capa fina, entre otras.

## Otros

### Evaporación
Se utiliza para separar un sólido disuelto en un líquido. Por ejemplo, si de una salmuera (agua con cloruro de sodio) quisiéramos obtener el sólido (Sal) que lo compone, debemos aplicar a esta mezcla un aumento de temperatura, hasta evaporar el agua totalmente. Obtendremos el sólido en el fondo del recipiente que utilicemos. Otro ejemplo es la obtención de la sal desde su fuente de origen, es decir, el mar. La sal que utilizamos para cocinar se saca de minas o bien se saca del agua de mar mediante la evaporación.
La evaporación es un método físico que separa un sólido de un líquido en una mezcla homogénea. Se utiliza cuando no se quiere recuperar el líquido que se evapora. 
Para separar una mezcla por evaporación, se calienta la mezcla hasta que el líquido se evapora y queda el sólido en el fondo del recipiente. 
Algunos ejemplos de evaporación son: 
•La obtención de sal de mesa a partir del agua de mar
•El secado de la ropa mojada al sol
•El secado del cabello húmedo después de bañarse
•La desaparición del sudor después de hacer ejercicio
•La evaporación es un tipo de vaporización que ocurre en la superficie del líquido.
```
La velocidad de evaporación depende de la temperatura, la presión, el caudal de aire, la concentración de la sustancia y la superficie.
```

### Cristalización
La cristalización es un proceso físico por el cual a partir de un gas, un perfume o loción, los iones, átomos o moléculas establecen enlaces hasta formar una red cristalina, la unidad básica de un cristal. La cristalización se emplea con bastante frecuencia en química para purificar una sustancia gaseosa.